# 三浦まり
三浦 まり（みうら まり、1967年12月21日 - ）は、日本の政治学者、行政学者。専門は現代日本政治、比較福祉国家研究。上智大学法学部法律学科教授。夫は政治学者で市民連合呼びかけ人の中野晃一。

## 経歴
東京都生まれ。幼少期をフランスで過ごした。1991年、慶應義塾大学法学部政治学科卒業。2002年5月、カリフォルニア大学バークレー校でPh.D（政治学）を取得。東京大学社会科学研究所研究機関研究員、カリフォルニア大学バークレー校国際経済研究所客員研究員などを務めた。
2003年、上智大学法学部法律学科准教授に就任。2010年、上智大学法学部教授に就任。
超党派の「政治分野における女性の活躍と参画を推進する議員連盟」（会長：中川正春）のワーキングチームに、有識者アドバイザーとして法案策定に関わった。2018年5月23日、政治分野における男女共同参画の推進に関する法律が公布される。
2017年、千田有紀、申琪榮らと「公的発言におけるジェンダー差別を許さない会」を発足。
2021年6月11日、パリテの思想を日本に広めた功績により、フランス政府から国家功労勲章シュヴァリエを受章した。
2022年3月8日の国際女性デーに、三浦と竹内明香（上智大経済学部准教授、統計経済学）がメンバーで、共同通信社が事務局をつとめる「地域からジェンダー平等研究会」は、「都道府県版ジェンダー・ギャップ指数」の2022年版を試算・公表した。政府統計などから政治、行政、教育、経済の4分野、計28指標を選出し、世界経済フォーラムが毎年公表するジェンダー・ギャップ指数と同様の手法で統計処理したもので、指数が1に近いほど男女平等を示し、格差が大きいほど0に近づく。
2023年版は、同年3月8日に合わせて公表された。
2023年、『さらば、男性政治』（岩波新書）にて第44回石橋湛山賞を受賞。

## 人物・主張
- 選択的夫婦別姓制度について、「現在、夫婦に同姓を強制している国は国際的に珍しくなってきている。最近まではトルコやタイも別姓が認められていなかったが、法改正により、夫婦別姓が可能になった。日本の現状は孤立化しているとさえいってもよい」と述べる[13]。

- 超党派「政治分野における女性の参画と活躍を推進する議員連盟」のアドバイザーを務め、「政治分野における男女共同参画推進法」成立に貢献した[14]。

- 女性議員を増やすためのトレーニングを提供する一般社団法人パリテ・アカデミーの共同代表を務める[15]。

- 男女共同参画社会の実現、女性のネットワークの構築などを目指すNPO法人「ウィメンズアクションネットワーク」（理事長：上野千鶴子）の理事の一人[16]。

- 日本による対韓輸出優遇撤廃に反対する、＜声明＞「韓国は「敵」なのか」呼びかけ人の一人[17]。

- 2023年6月9日、自民党・公明党は、LGBT理解増進法案として、日本維新の会・国民民主党案を取り込んだ4党修正法案を衆議院内閣委員会に提出した。6月13日に衆議院本会議で法案が可決されると、6月14日、三浦、浅倉むつ子、上野千鶴子、三成美保ら22人の女性は連名で、「LGBTQ＋への差別・憎悪に抗議するフェミニストからの緊急声明」をウィメンズアクションネットワーク（WAN）の公式サイトに発表[注 1]。「『全ての国民が安心して生活することができることとなるよう留意』という文言が入ったことで、マイノリティの権利保障に向けたはずの法律がマジョリティの権利尊重を謳うことになってしまい、性的マイノリティへの理解増進が抑制的に運用される懸念がある」と訴えた[18]。

## 著書

### 単著
- Welfare Through Work: Conservative Ideas, Partisan Dynamics, and Social Protection in Japan (Cornell University Press, 2012).
- 『私たちの声を議会へ：代表制民主主義の再生』岩波書店〈岩波現代全書〉、2015年11月18日。ISBN 978-4000291781。
- 『日本の女性議員：どうすれば増えるのか』 朝日新聞出版〈朝日選書〉、2016年。ISBN　978-4-02-263043-8
- 『さらば、男性政治』岩波書店〈岩波新書〉、2023年1月。ISBN 9784004319559。

### 単編著
- 『社会への投資：〈個人〉を支える 〈つながり〉を築く』岩波書店、2018年。　ISBN　978-4-00-061254-8
- 『政治って、面白い！：女性政治家24人が語る仕事のリアル』花伝社、2023年5月25日。ISBN 978-4763420657。
- 『ジェンダー・クオータがもたらす新しい政治：効果の検証』法律文化社、2024年。ISBN　978-4-589-04316-0

### 共編著
- （樋渡展洋・三浦まり）『流動期の日本政治：「失われた十年」の政治学的検証』東京大学出版会、2002年。ISBN 978-4-13-030128-2
- （三浦まり・衛藤幹子）『ジェンダー・クオータ：世界の女性議員はなぜ増えたのか』 明石書店、2014年。ISBN　978-4-7503-3974-0
- （上神貴佳）『日本政治の第一歩』有斐閣〈有斐閣ストゥディア〉、2018年。ISBN　978-4-641-15054-6
  - （上神貴佳）『日本政治の第一歩』新版、有斐閣〈有斐閣ストゥディア〉、2023年。ISBN　978-4-641-15112-3
- （前川喜平、三浦まり、福島瑞穂）『生きづらさに立ち向かう』岩波書店、2019年。ISBN 978-4000613712。
- 辻村みよ子、三浦まり、糠塚康江、三成美保、大山礼子、川橋幸子ほか 著、辻村みよ子、三浦まり、糠塚康江 編『女性の参画が政治を変える―候補者均等法の活かし方』信山社出版、2020年2月29日。ISBN 978-4797286465。
- （金美珍）『韓国社会運動のダイナミズム：参加と連帯がつくる変革』大月書店、2024年。ISBN　978-4-272-21132-6

### 訳書
- テリー・ニコルス・クラーク、小林良彰共編『地方自治の国際比較：台頭する新しい政治文化』慶應義塾大学出版会、2001年。ISBN　978-4-7664-0817-1

## 論文
- 「日本社会党と〈活動家〉理論」『社会科学研究』第51巻第5・6合併号（2000年）
- 「代表性・説明責任・政策有効性 : 派遣法改正の政策形成過程を政策評価する一試論」『日本労働研究雑誌』497号（2001年）
- 「新しい労働政治と拒否権」『社会科学研究』第53巻（2002年）
- 「国会の準立法活動--女性労働問題をめぐる国会審議の内容分析」『レヴァイアサン』32号（2003年）
- 「混乱の時代における平和の模索:アジア若手リーダーの声」『国際文化会館会報』36号（2003年）
- 「労働市場規制と福祉国家――国際比較と日本の位置づけ――」埋橋孝文編『比較のなかの福祉国家』ミネルヴァ書房（2003年）
- 「提言 連合の政策・制度の力について」『連合』191号（2004年）
- 「書評 利益政治論からみた女性政策研究--堀江孝司著『現代政治と女性政策』勁草書房、2005年」『レヴァイアサン』38号（2006年）
- 「地方連合の挑戦」中村圭介・連合総合開発研究所編『衰退か再生か：労働組合活性化への道』勁草書房（2005年）
- jonah d. levy（ed）,2006,"The State after Statism:new state activities in the age of liberalization"jonah d. levy, mari miura,and gene park,Exiting Etatisme? New Directions in State Policy　in France and Japan(Harvard university press)
- “Who Are the DPJ? Policy Positioning and Recruitment Strategy.” With Kap-Yun Lee and Mari Miura. Asian Perspective 29:1 (March 2005), 49-77.
- “Crossing the Insider-outsider Cleavage: When Do Japanese Unions Appeal to Nontraditional Clientele?” paper prepared for the International Political Science Association Workshop, Fukuoka, Japan, April 3, 2004.
- “Exiting Etatisme?: New Directions in State Policy in France and Japan,” (co-authored with Jonah Levy and Jean Park) paper presented at the Workshop on “The State after Statism,”Berkeley, November 13-14, 2003.
- "Veto Players and Welfare Reform: The Paradox of the French and Japanese Unions," (co-authored with Bruno Palier) paper presented at the American Political Science Association, Philadelphia, Aug 27-31, 2003.
- “Playing without a Net: Employment Maintenance Policy and the Underdevelopment of the Social Safety Net,” paper delivered at the 2002 Annual Meeting of the American Political Science Association, Boston, Aug. 30-Sept. 2, 2002.
- “Globalization and Reforms of Labor Market Institutions: Japan and Major OECD Countries,” paper delivered at the Japan Comparative Politics Association, Kobe University, June 23-24, 2001.
- “Toward Mutual Monitoring For Gender Equality in Asia-Pacific: A Japanese Tale,” in Beyond ‘Development’: Searching for a New Vision?Role of Youth in the 21st Century. Tokyo: International House of Japan, Japan Foundation Asia Center, 2001
- “Imagined Community in Asia-Pacific Fusion,” in Crisis and Beyond: Can Youth Make A Difference? Tokyo: International House of Japan, Japan Foundation Asia Center, Center for Development Studies, Chulalongkorn University, 2000
  - 他多数